# Plaza de la Apoteosis
Plaza de la Apoteosis (en portugués, Praça da Apoteose) es un lugar en Río de Janeiro cerca de la favela de Morro da Mineira. Es parte del Sambódromo Marquês de Sapucaí, que puede albergar a un máximo de 90,000 personas. Para conciertos, puede contener de 10,000 a 40,000 personas.
Fue diseñado por el conocido arquitecto Oscar Niemeyer en 1983. [1]
El 14 de marzo de 2010, una etapa se colapsó antes de un concierto de Guns N 'Roses debido a fuertes lluvias y un pequeño tornado. El concierto fue reprogramado para el 4 de abril.

## Conciertos
Desde la década de 1970, ha sido sede de presentaciones y conciertos de famosos artistas y bandas.
También fue sede de los festivales de Hollywood Rock y algunos otros eventos.
En esta tabla hay algunos conciertos memorables que se celebran en esta plaza:
| Año  | Artista               | Tour                              | Fecha              |
| ---- | --------------------- | --------------------------------- | ------------------ |
| 1989 | A-Ha                  | Stay on These Roads Tour          | March 10 and 11    |
| 1990 | Bob Dylan             | Never Ending Tour 1990            | January 25         |
| 1990 | Bon Jovi              | New Jersey Syndicate Tour         | January 27         |
| 1990 | David Bowie           | Sound+Vision Tour                 | September 20       |
| 1990 | Eric Clapton          | Journeyman World Tour             | October 7          |
| 1991 | Paul Simon            | Born at the right time tour       | November 24        |
| 1992 | Roxette               | Join The Joyride! World Tour      | May 9              |
| 1993 | Red Hot Chili Peppers | Blood Sugar Sex Magik Tour        | January 22         |
| 1993 | Nirvana               | Hollywood Rock Festival           | January 23         |
| 1994 | Aerosmith             | Get a Grip Tour                   | January 21         |
| 1994 | Whitney Houston       | The Bodyguard World Tour          | January 23         |
| 1995 | Bon Jovi              | These Days Tour                   | October 26         |
| 1998 | Rolling Stones        | Bridges to Babylon Tour           | April 11           |
| 2001 | Eric Clapton          | Reptile World Tour                | October 13         |
| 2005 | Avril Lavigne         | Bonez Tour                        | September 24       |
| 2006 | Robbie Williams       | Close Encounters Tour             | October 14         |
| 2008 | Scorpions             | Humanity World Tour               | August 28          |
| 2009 | Elton John            | Rocket Man: Greatest Hits Live    | January 19         |
| 2009 | Iron Maiden           | Somewhere Back in Time World Tour | March 14           |
| 2009 | Kiss                  | Kiss Alive/35 World Tour          | April 8            |
| 2009 | Jonas Brothers        | Jonas Brothers World Tour 2009    | May 23             |
| 2010 | Coldplay              | Viva la Vida Tour                 | February 28        |
| 2010 | Guns N' Roses         | Chinese Democracy Tour            | April 4            |
| 2010 | Bon Jovi              | The Circle Tour                   | October 8          |
| 2010 | Rush                  | Time Machine Tour                 | October 10         |
| 2010 | The Black Eyed Peas   | The E.N.D World Tour              | October 24         |
| 2011 | Pearl Jam             | Pearl Jam Twenty Tour             | November 6         |
| 2011 | Britney Spears        | Femme Fatale Tour                 | November 15        |
| 2013 | Black Sabbath         | Reunion Tour                      | October 13         |
| 2013 | Aerosmith             | Global Warming Tour               | October 18         |
| 2013 | Justin Bieber         | Believe Tour                      | November 3         |
| 2014 | One Direction         | Where We Are Tour                 | May 8              |
| 2014 | Miley Cyrus           | Bangerz Tour                      | September 28       |
| 2016 | Maroon 5              | Maroon V Tour                     | March 20           |
| 2017 | Justin Bieber         | Purpose World Tour                | March 29           |
| 2017 | Elton John            | Wonderful Crazy Night Tour        | April 1            |
| 2017 | Bruno Mars            | 24K Magic World Tour              | November 18 and 19 |